# Opisodasys pseudarctomys
Opisodasys pseudarctomys är en loppart som först beskrevs av Baker 1904.  Opisodasys pseudarctomys ingår i släktet Opisodasys och familjen fågelloppor. Inga underarter finns listade i Catalogue of Life.